# 王嘉慧
王嘉慧（英語：Cathy Wong Ka Wai；1995年1月27日—），香港女藝人，《2021香港小姐競選》五強及《香港小姐再競選》十四強，現為無綫電視經理人合約女藝員。

## 簡歷
王嘉慧為模特兒，自媒體人，私人健身教練。曾就讀於聖保羅男女中學，後於英國普通教育高級程度證書中，考獲5A*的成績，同年獲倫敦大學學院取錄，入讀心理學系，並以一級榮譽及獲院長嘉許名單成績畢業。2021年，王嘉慧參加《2021年度香港小姐競選》，獲視為三甲大熱，最後成功晉級五強，並簽約無綫電視成為旗下經理人合約女藝員。
2022年，王嘉慧加入無綫電視資訊節目《東張西望》成為節目外景主持之一，表演獲網民注目而被封為「東張女神」。4月，王嘉慧於無綫電視處境劇《愛·回家之開心速遞》中飾演「Gina」一角，人氣急升。7月，王嘉慧主持無綫電視節目《通靈之王》。10月，王嘉慧參加無綫電視選秀節目《香港小姐再競選》，打入十四強。同年年尾，王嘉慧於《萬千星輝頒獎典禮2022》首度入圍「飛躍進步女藝員」。
2023年4月，王嘉慧主持無綫電視法律節目《LAW霸女神》，再次受到注目。

## 演出作品

### 主持節目
| 年份           | 節目名                                  |
| 無綫電視翡翠台 |                                         |
| 2022年至今     | 東張西望（外景、廠景）                  |
| 2022年         | 通靈之王（與梁思浩、伍韻婷合作）        |
| 2023年         | LAW霸女神（與森美、戴祖儀、賴彥妤合作） |
| 2023年         | 通靈之王2（與梁思浩、陳懿德合作）       |
| TVB Plus       |                                         |
| 2024年         | 美食新聞報道                            |

### 綜藝節目
| 首播     | 節目名               | 備註                         |
| 無綫電視 |                      |                              |
| 2021年   | 2021年度香港小姐競選 | 參賽者                       |
| 2022年   | 香港小姐再競選       | 參賽者                       |
| 2022年   | 全城一叮             | 參賽者，與梁允瑜、莫韻諰組隊 |
| 2023年   | 萬千星輝賀台慶       |                              |
| 2023年   | 歡樂滿東華2023       |                              |

### 電視劇
| 年份       | 劇集              | 角色                                                               |
| 無綫電視   |                   |                                                                    |
| 2022年至今 | 愛·回家之開心速遞 | 食客（第1551集）Gina (第1554集)解夢師 (第1979集) 樂老師 (第2166集) |
| 2022年     | 回歸              | 記者                                                               |
| 2022年     | 美麗戰場          | 化妝師                                                             |
| 2022年     | 輕·功             | 客人女鬼女演員                                                     |
| 2023年     | 新四十二章        | 觀眾                                                               |
| 2023年     | 法言人            | 蘇律師                                                             |
| 2023年     | 新聞女王          | 劉可立                                                             |
| 2024年     | 逆天奇案2         | Jenny                                                              |
| 2024年     | 黑色月光          | 洪詠詩                                                             |
| 2025年     | 奪命提示          | 飛機女友                                                           |
| 2025年     | 刑偵12            | Sharon                                                             |

## 曾獲獎項與提名
| 年份   | 獎項                                   | 結果 |
| ------ | -------------------------------------- | ---- |
| 2022年 | 萬千星輝頒獎典禮2022「飛躍進步女藝員」 | 提名 |

## 外部連結
- 王嘉慧的Instagram帳戶
- 王嘉慧的Facebook專頁
- Cathy Wong - Model Genesis （页面存档备份，存于）
- Cathy Wong - WE MANAGEMENT （页面存档备份，存于）
- 2021香港小姐競選佳麗檔案 - 13號 王嘉慧 Cathy Wong （页面存档备份，存于）